# Torrijos-Carter-Verträge

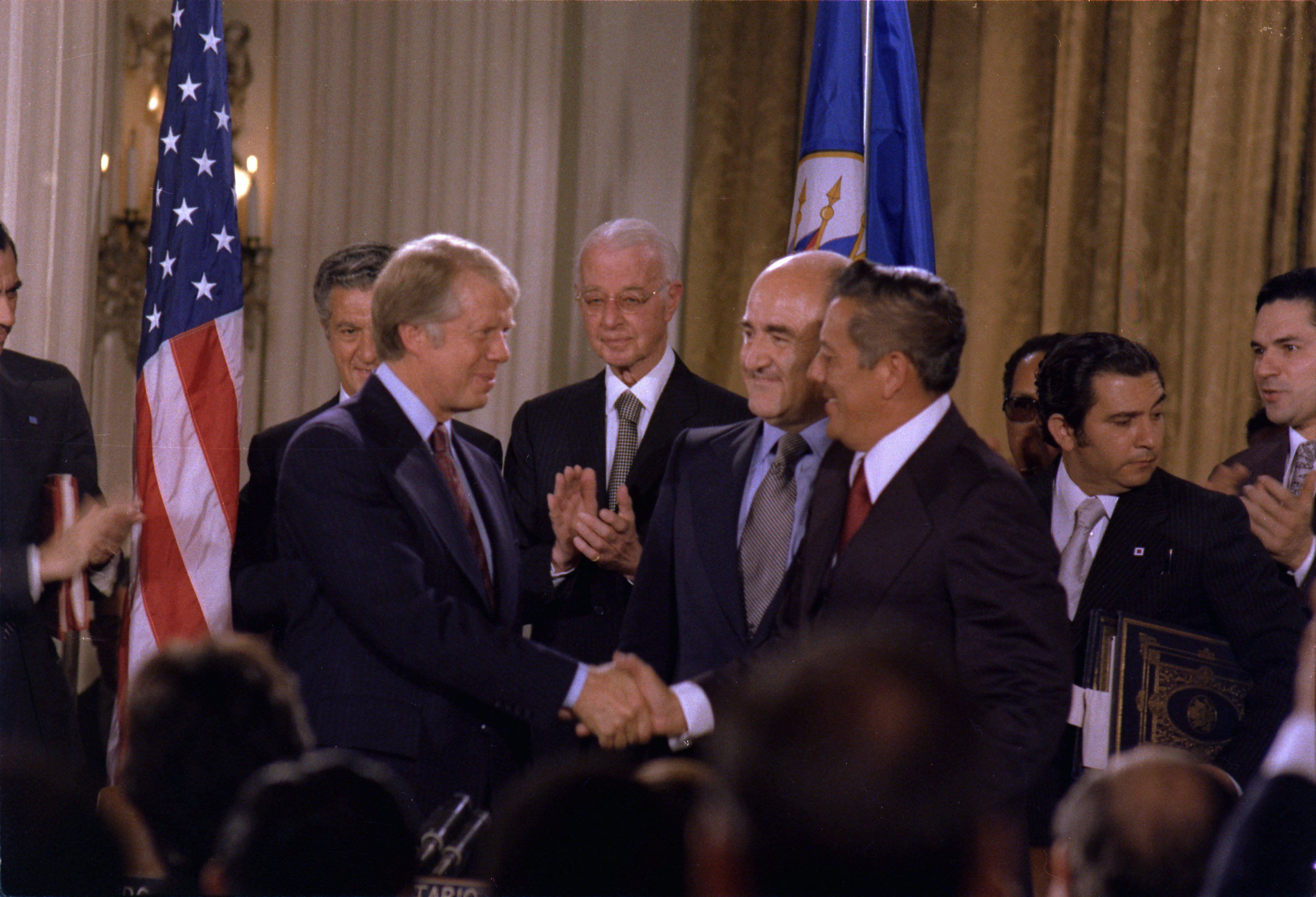
Jimmy Carter und Omar Torrijos nach der Unterzeichnung der Torrijos-Carter-Verträge

Die Torrijos-Carter-Verträge sind zwei Verträge zwischen den Vereinigten Staaten und Panama, die am 7. September 1977 in Washington, D.C. von Panamas De-facto-Regierungschef General Omar Torrijos und US-Präsident Jimmy Carter unterzeichnet wurden.
Mit den beiden Verträgen regelten die beiden Staaten den künftigen Status des Panamakanals und der Panamakanalzone. Die Verträge lösten damit den Hay-Bunau-Varilla-Vertrag aus dem Jahr 1903 ab, nach dem das Territorium als Außengebiet der Vereinigten Staaten von den USA kontrolliert wurde.
Der erste der beiden Torrijos-Carter-Verträge ist der Neutralitätsvertrag und schreibt die ständige Neutralität und Funktionsfähigkeit des Panamakanals fest. Die USA erhielten darin das Recht, den Kanal jederzeit vor allen Gefahren zu schützen. Der zweite Vertrag ist der eigentliche Panamakanalvertrag, der die Übertragung der Kontrolle über den Kanal zum 1. Januar 2000 zusicherte.
In Panama waren die Verträge Gegenstand einer Volksabstimmung, bei der sich  am 23. Oktober 1977 eine Zweidrittelmehrheit für die Verträge aussprach. In den Vereinigten Staaten ratifizierte der Senat am 16. März 1978 den ersten der Verträge sowie am 18. April 1978 den zweiten. Am 16. Juni reiste Präsident Carter dann zum Austausch der Ratifikationsurkunden nach Panama-Stadt.
Von konservativen Kreisen in den USA, allen voran den republikanischen Falken, wurde Carter für diesen Vertragsschluss scharf angegriffen. Vor allem die US-Militärs und die Bechtel Group – einer der weltgrößten Anlagenbauer – sahen sich als Verlierer dieses Vertrages: Der Vertrag verfügte nämlich auch die Schließung der School of the Americas und des Ausbildungszentrums für den Dschungelkrieg des United States Southern Command. Die Bechtel Group sah sich durch Torrijos’ Pläne, einen neuen Kanal mit japanischer Hilfe zu bauen, vom größten Bauprojekt des Jahrhunderts ausgeschlossen.
Am 1. Oktober 1979 hörte die Verwaltungseinheit Panamakanalzone auf zu existieren. Von 1979 bis 1999 war der Kanal unter gemeinsamer US-panamaischer Kontrolle. Am 31. Dezember 1999 um 12 Uhr wurde die Hoheit über die Panamakanalzone offiziell an Panama übergeben. Seitdem ist die panamaische Autoridad del Canal de Panamá für den Betrieb, die Verwaltung und die Modernisierung des Kanals zuständig.